# Rail Road Flat
Rail Road Flat, antiguamente conocido como Independence Flat y Railroad Flat, es un lugar designado por el censo ubicado en el condado de Calaveras en el estado estadounidense de California. En el año 2000 tenía una población de 549 habitantes y una densidad poblacional de 6.4 personas por km².

## Geografía
Rail Road Flat se encuentra ubicado en las coordenadas 38°20′36″N 120°30′44″O / 38.34333, -120.51222. Según la Oficina del Censo, la ciudad tiene un área total de 85,5 km² (33,0 mi²), de la cual 85,1 km² (32,9 mi²) es tierra y 0,4 km² (0,2 mi²) (0.48%) es agua.

## Demografía
Según la Oficina del Censo en 2000 los ingresos medios por hogar en la localidad eran de $35,938, y los ingresos medios por familia eran $35,278. Los hombres tenían unos ingresos medios de $32,083 frente a los $28,750 para las mujeres. La renta per cápita para la localidad era de $18,454. Alrededor del 18.4% de la población estaban por debajo del umbral de pobreza.